# Jacob Dahlin
Hans Jacob Vilhelm Dahlin, född 6 juni 1952 i Västra Sönnarslöv i Skåne, död 10 oktober 1991 i Stockholm, var en svensk programledare i radio och TV. Han växte upp i Skanör.
Dahlin fick sitt genombrott med radioprogrammet Galaxen i P3 1980. I programmet medverkade också Täppas Fogelberg. Dahlin blev därefter verksam som programledare i TV för Jacobs stege 1985–1988 och Caramba! 1989–1991. Varje program av Jacobs stege avslutades med att han öppnade en flaska champagne och utbringade en skål med orden "Skål, ta mig fan!"
Dahlin hade studerat ryska vid Stockholms universitet och rapporterade gärna om företeelser inom rysk kultur. Han åkte till Moskva en gång med sitt program Jacobs stege och sände programmet därifrån i samarbete med ett av de populäraste programmen i sovjetisk tv, Morgonposten, som leddes av Jurij Nikolajev. Nikolajev blev senare inbjuden till Sverige och Jacobs stege och hade bland annat med sig Alla Pugatjova, med vilken Dahlin spelade in singeln "Superman". Den finns också med på albumet "Alla Pugachova in Stockholm" som släpptes 1986 med låtar på engelska. Jacob Dahlin skrev själv texten till några av dessa. Han gav även ut några musiksinglar tillsammans med Annika Hagström och Vikingarna, varav "Tredje gången gillt" blev populär. Dahlin komponerade låtar som spelades in på skiva av olika kvinnliga idrottslag[källa behövs]. Därtill gav han ut boken Galaxen: samlade sanningar och lösa rykten 1984.
På Kramgoa låtar 13 med Vikingarna, från 1985, återfinns låten "Millioner Röda Rosor", en svensk version av den lettiska låten "Dāvāja Māriņa meitenei mūžiņu", som Dahlin skrev den svenska texten till. Texten är en nästintill identisk översättning av den ryska texten till låten, "Million Roz (ryska: Миллион Роз)", mest känd med Alla Pugatjova.
Jacob Dahlin skrev även sångtexter till bland andra Lena Philipsson ("Jag känner", "Du är mitt liv"), Lasse Holm ("Such a miracle"), Kikki Danielsson ("Den enda jord vi har") och Lasse Stefanz ("Bortom horisonten").
Han hade en liten roll som sovjetisk ubåtsstyrman i filmen Jönssonligan dyker upp igen från 1986.
Jacob Dahlin avled i aids 1991. Han gick inte offentligt ut med sjukdomen. Dödsorsaken hölls länge hemlig, och många av Dahlins vänner fick inte veta var han begravdes.